# Schadonia
Schadonia is een geslacht van korstmossen behorend tot de familie Ramalinaceae. De typesoort is Schadonia alpina.

## Soorten
Volgens Index Fungorum bevat het geslacht drie soorten (peildatum januari 2023):
| Soortnaam         | Auteur(s)               | Publicatiejaar |
| ----------------- | ----------------------- | -------------- |
| Schadonia alpina  | Körb.                   | 1859           |
| Schadonia fecunda | (Th. Fr.) Vězda & Poelt | 1980           |
| Schadonia indica  | Upreti & Nayaka         | 2006           |